# Reigada
Reigada ist ein Ort und eine ehemalige Gemeinde (Freguesia) im portugiesischen Kreis Figueira de Castelo Rodrigo. Die Gemeinde hatte 303 Einwohner (Stand 30. Juni 2011).
Am 29. September 2013 wurden die Gemeinden Reigada und Cinco Vilas zur neuen Gemeinde União das Freguesias de Cinco Vilas e Reigada zusammengeschlossen. Reigada ist Sitz dieser neu gebildeten Gemeinde.